# Johann Caspar Joseph de Barger
Johann Caspar Joseph de Barger (* 21. srpen 1685, ? – † 30. červen 1771, Jihlava), byl jihlavský vysoký městský úředník a vlivný patricij. Byl pohřben na hřbitově u kostela sv. Ducha v Jihlavě. 

## Mládí, Johann Caspar Joseph odchází do města Jihlavy

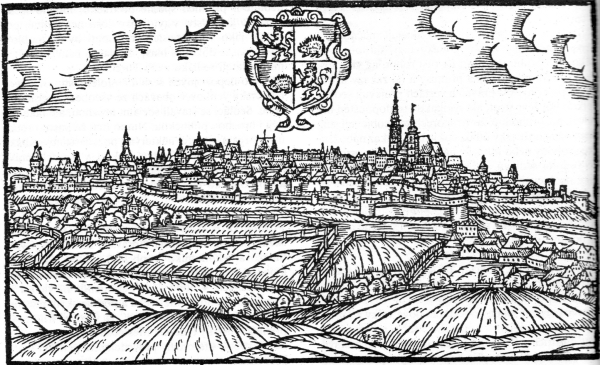
Jihlava koncem 16. století

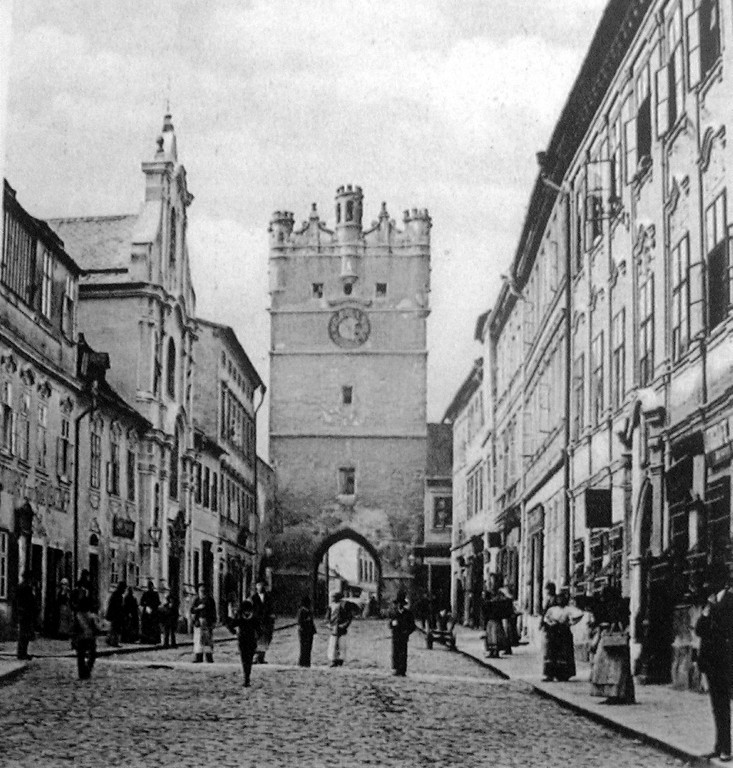
Jihlava v roce 1899, dnešní ulice Matky Boží, vlevo je patrné průčelí kostela Nanebevzetí Panny Marie, naproti se nachází Bargerův dům, ve kterém byla Bargerova jihlavská residence

Otec Johanna Caspara Josepha de Barger byl Friedrich Sigmund de Barger (1650–1706). Děd Johanna Caspara Josepha – Karel Sigmund de Barger (1607–1681) byl zakladatelem české rodové linie tohoto starého francouzsko-anglicko-německého šlechtického rodu. Sloužil jako důstojník u císařských vojsk za třicetileté války. Karel Sigmund byl tak první ze šlechtického rodu de Barger, kdo se trvale usadil na území koruny české.
Matka Johanna Caspara Josepha de Bargera byla Caroline de Bonneval. Johann Caspar byl nejmladším synem svých rodičů a po dokončení studií byl nespokojen s dědickým podílem, který na něj připadl. Z tohoto důvodu v roce 1708 odchází do královského krajského města Jihlavy, aby zde nabídl své služby. Tím se stává zakladatelem jihlavské rodové linie Bargerů.
Za svůj dědický podíl kupuje ve městě domy číslo 24, 25 a 28 nedaleko náměstí a hradební věže, Věže Matky Boží (dnes ulice Matky Boží) a velký panský dvůr zvaný „Panenský dvůr“ číslo 30 na jihlavském Panenském předměstí. Obytné a hospodářské budovy této zemědělské usedlosti sousedily s městským sirotčincem. Členem správní rady tohoto sirotčince byl i jeden z potomků J. C. J. de Bargera. Panenský dvůr pak zůstal v majetku potomků J. C. J. de Bargera do konce 30. let 19. století. Protože se následně nenašel kupec pro tak rozsáhlé polnosti, byl Panenský dvůr rozparcelován a rozprodán.
Johann Kaspar Josef Barger se narodil 21. srpna 1685 ve Všebořicích u Ústí nad Labem /Hanela,rodokmen/

## Dospělost

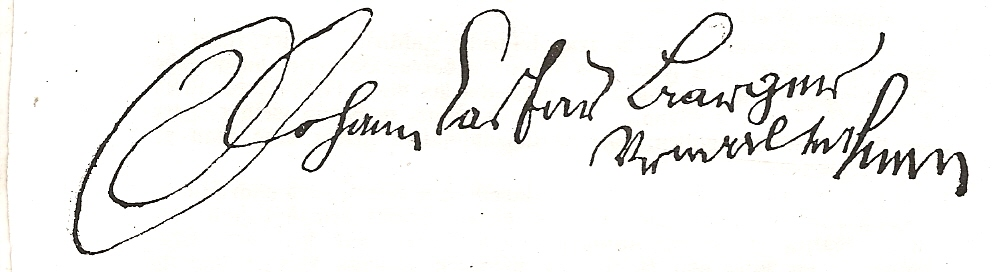
Podpis na úředních jihlavských listinách od Johanna Caspara Josepha de Barger

Johann Caspar Joseph de Barger byl vzdělán v ekonomii, právech, zemědělství i lesnictví. To mu dopomohlo v roce 1726 k přijetí do městských služeb, kde získal po velmi krátké době dobré postavení. Do roku 1733 byl pověřen vedením úřadu hospodářského poradce města Jihlava. Od roku 1733 byl jmenován do funkce oberamtmann (česky vrchní úředník) královského krajského města Jihlavy.
Město mělo jak na moravském tak i českém území rozsáhlé pozemky. Toto hospodářství bylo však v poměrně špatném stavu. J. C. J. de Barger vyslechl četné stížnosti občanů a začal se problému věnovat. Na pozemcích zavedl chov ovcí, který se osvědčil a s ekonomickým rozhledem dokázal toto hospodářství dovést k výnosnému postavení a rozkvětu.
31. ledna 1738 získává městské občanství. Funkci vrchního úředníka zastával do roku 1769.

### Rodina

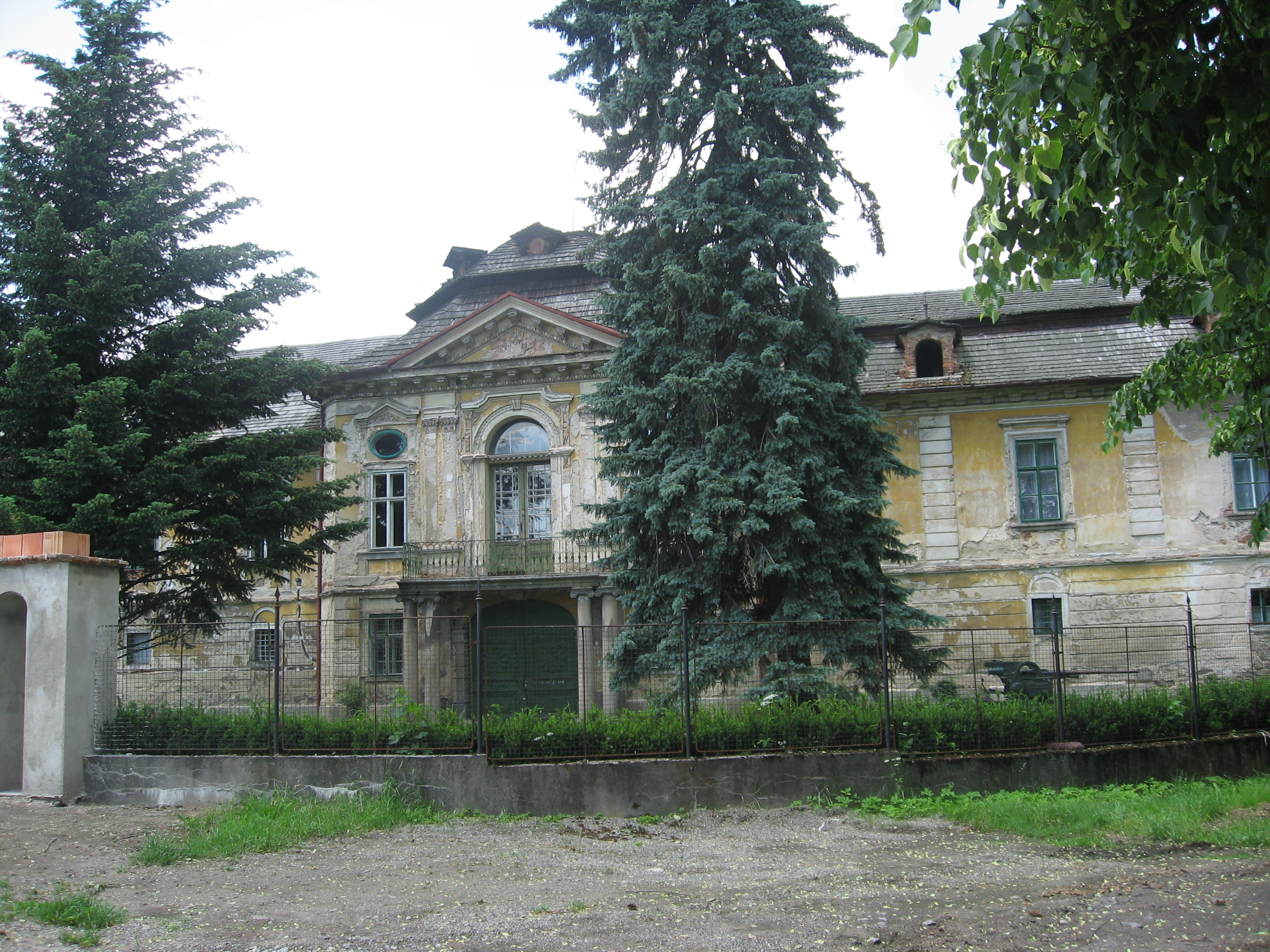
Zámek v Úsobí

Nejstarší syn Johanna Caspara Josepha Bargera Johann de Barger (1740–1816) byl od roku 1782 jmenován do funkce vrchního úředníka krajského královského města Jihlava. Johann de Barger byl jedním z přímluvců za status městyse pro obec Úsobí. Doklad o této přímluvě byl uložen do Bargerova rodového archivu, který se nalézal v sídle Antona de Barger, který byl pánem na Bladimirevcích ve Slovinsku. Anton de Barger byl bratrancem výše uvedeného Johanna de Bargera.
Vnuk Johanna de Bargera (1740–1816) a jeho manželky, kterou byla italská šlechtična Maria de Venti – Leopold Ludvik de Barger (1804–1871) opouští Jihlavu. Byl prvním členem rodu, který se hlásí k české národnosti Leopoldův vnuk inženýr Ludvík Barger (1884–1974) byl v době První republiky ve funkci vládního rady. Syn Ludvíka Bargera Milan Barger (1928-1976) se oženil s dcerou františkodolského olympionika Zdeňka Hynka Bárty.
Jako jednoho z dalších významných přímluvců za získání statutu městyse pro Úsobí lze jmenovat i zemského poslance a pána na Mirošově Josefa Nepomuka Richlého, který byl švagrem majitele úsobského panství Martina Leopolda Benedikta Jana Adama Fučíkovského von Grünhof. Úsobí získalo status městys od císaře Josefa II. roku 1789. V té době oba švagři nemohli tušit, že se jejich rody po několika generacích opět příbuzensky propojí. Dalším sňatkem s prapotomkem princezny Juliany Bory, která byla dcerou Františka I. knížete Rákócziho a Heleny Zrinské, a sestrou knížete Františka II. Rákócziho, se rody propojily i s potomky starého význačného uhersko-sedmihradského panovnického knížecího rodu Rákóczi a tím i s kurfiřtským hesenským rodem.
Josef Nepomuk Richlý byl praděd malířky Berty Schmidtové, provdané za františkodolského továrníka Vojtěcha Bártu.

## Stáří a úmrtí

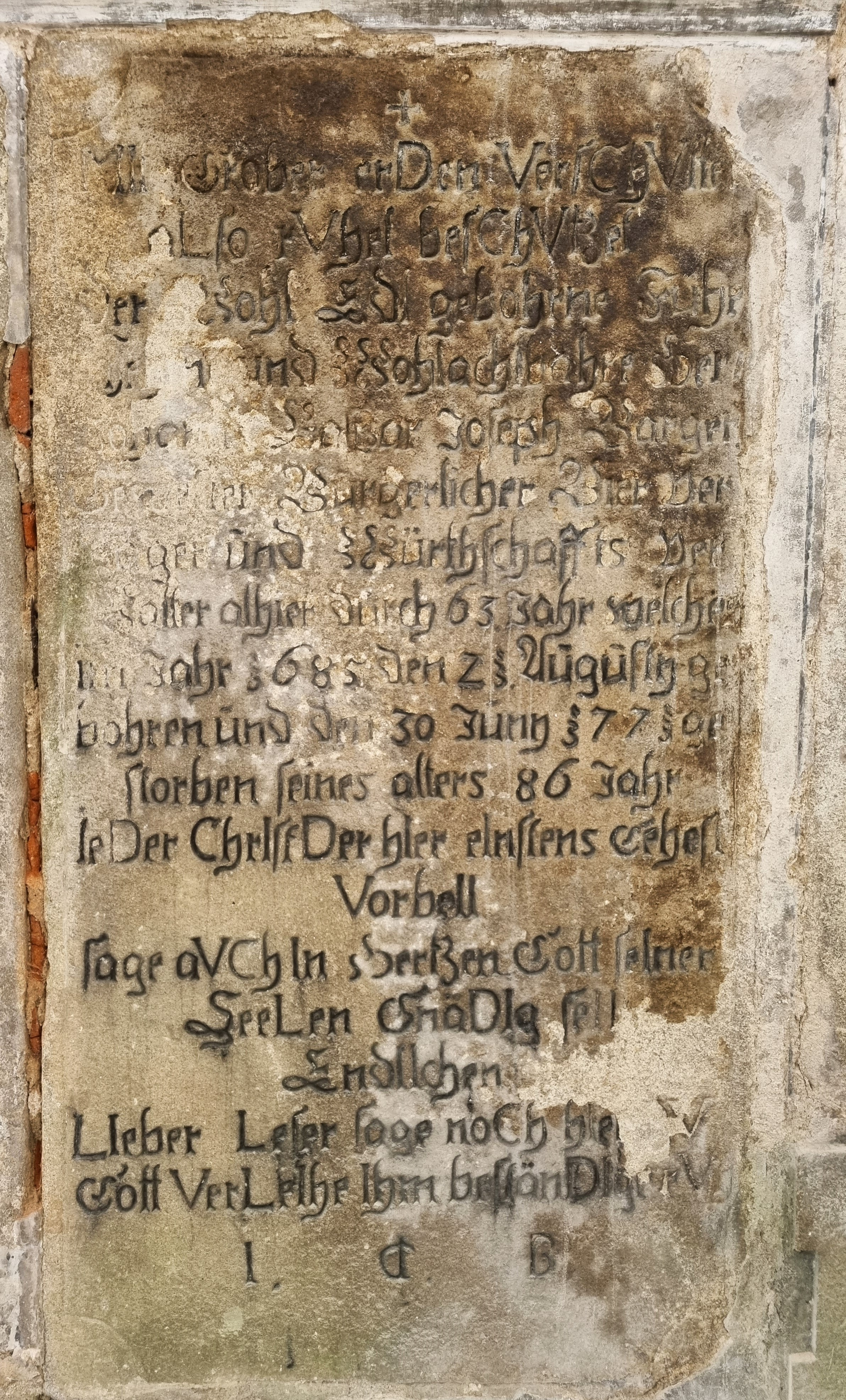
Bargerův náhrobek v kostele sv. Ducha

Johann Caspar Joseph de Barger se po odchodu ze svého úřadu věnoval správě svých nemovitých majetků. O jeho postavení v tehdejší společnosti svědčí, že patřil k nejpřednějším patricijům Jihlavy.
Johann Caspar Joseph de Barger zemřel 30. června 1771 v Jihlavě a byl pohřben na hřbitově u kostela sv. Ducha. Jeho náhrobní deska byla poté přemístěna do severní zdi v interiéru kostela.